# 川上忠克
川上 忠克（かわかみ ただかつ）は、戦国時代から安土桃山時代にかけての武将。島津氏の家臣。

## 略歴
永正4年（1507年）、川上栄久の子として誕生。
兄・道堯が病身であったために家督を継ぎ、祖父以来の領地である串木野の30町を領した。
天文年間頃、自らの次女が薩州島津氏の島津実久の継室であったため、実久に与していた。しかし、実久が島津貴久と争って没落すると天文8年（1539年）8月、貴久に降伏した。貴久にこのとき、甑島列島に流刑に処されたが、3年後に罪を許されて島津氏の家老となった。
文禄元年（1592年）、死去。